# Marcelo Piñeyro
Marcelo Piñeyro (Buenos Aires, 5 de março de 1953) é um diretor de cinema e roteirista argentino.

## Filmografia[1]
Como director
- Las viudas de los jueves (2009)
- El método (2005)
- Kamchatka (2002)
- Historias de Argentina en vivo (2001)
- Plata quemada (2000)
- Cenizas del paraíso (1997)
- Caballos salvajes (1995)
- Tango feroz, la leyenda de Tanguito (1993)

Como roteirista
- El método (2005)
- Plata quemada (2000, com Marcelo Figueras)
- Cenizas del paraíso (1997)
- Caballos salvajes (1995)
- Tango feroz, la leyenda de Tanguito (1992)

Como diretor de produção
- La historia oficial (1985)

## Prêmios
É ganhador de 21 prêmios, entre eles dois Prêmios Goya (em 2001, como melhor filme estrangeiro em língua espanhola, por Plata quemada e, em 2006, como melhor roteiro adaptado, por El método) e dois Prêmios Condor de Prata da Associação dos Críticos de Cinema da Argentina (em 1994, como melhor filme por Tango feroz, la leyenda de Tanguito e, em 2001, como melhor roteiro adaptado por Plata quemada). Venceu também na categoria de melhor roteiro no Festival de Havana em 1997 por Cenizas del paraíso e, em 2003, por Kamchatka.